# Erik Wistrand
Erik Karl Hilding Wistrand, född 24 januari 1907 i Göteborg, död 2 oktober 1998, var en svensk latinist.

## Biografi
Erik Wistrand var son till poliskonstapeln Carl Wistrand och Hilda Lindqvist. Han växte upp i stadsdelen Annedal i Göteborg, tog 1925 studentexamen vid Latinläroverket i Göteborg och inledde därefter sina studier i klassisk fornkunskap, grekiska, latin och historia vid Göteborgs högskola. Vårterminen 1929 deltog han i en arkeologisk kurs i Rom under ledning av professor Axel Boëthius. Wistrand blev filosofie magister 1928, filosofie licentiat 1931 och disputerade i latin 1933 på en avhandling om den romerske arkitekten Vitruvius verk De architectura libri decem. Därefter tillträdde han en tjänst som docent vid Göteborgs högskola, från hösten 1937 till våren 1940 med docentstipendium. Han utnämndes till professor i latin vid Göteborgs universitet 1956 och gick i pension 1972. Som professor emeritus fortsatte han att forska och var verksam som gästprofessor i London och Pittsburgh.
Vid sidan av universitetsarbetet var Wistrand även verksam som lektor i latin och grekiska vid högre allmänna läroverket i Majorna (1940–1956) och som censor vid studentexamen. Han var ledamot av Kungliga Vetenskaps- och Vitterhetssamhället i Göteborg sedan 1945 och samhällets ordförande 1958. År 1967 blev han ledamot av Vitterhetsakademien och 1971 av Danske Videnskabernes Selskab.
Wistrand gifte sig 1935 med filosofie magister Anna Erikson, född 1906, och fick tre barn: Jerker, född 1936, Anna Maria, född 1939, och Magnus, född 1943. Han gravsattes i minneslunden på Västra kyrkogården i Göteborg den 17 november 1998.